# Blackbird Leys
Blackbird Leys is een civil parish in het bestuurlijke gebied Oxford, in het Engelse graafschap Oxfordshire met 13.068 inwoners.